# Nữ Tráng sinh Hướng đạo
Nữ Tráng sinh Hướng đạo (Ranger hay Ranger Guide) là một thành viên trong một ngành của một số tổ chức Nữ Hướng đạo, có tuổi nằm trong khoảng cuối lứa tuổi thiếu nữ và đầu lứa tuổi hai mươi. Giới hạn tuổi thì phức tạp và được mỗi tổ chức Hướng đạo quyết định riêng. Trong Hướng đạo Việt Nam, lứa tuổi Tráng sinh là từ 18 đến 25 dành cho cả nam và nữ.

## Lịch sử
Nữ Hướng đạo chính thức được thành lập vào năm 1910 tại Vương quốc Anh. Từ năm 1916-17, thật rõ ràng nhận thấy các bé gái là những Nữ Thiếu sinh từ lúc ban đầu quá lớn tuổi để sinh hoạt trong đoàn của họ, và các bé gái lớn tuổi khác muốn làm Nữ Hướng đạo sinh nhưng không thích hợp trong các đoàn Nữ Hướng đạo của các bé gái nhỏ tuổi hơn. "Các Nữ Hướng đạo sinh lớn tuổi" từ từ trở nên thực tiễn khi một vài huynh trưởng lập lên các hàng đội dành cho nữ trên 16 tuổi. Robert Baden-Powell, người sáng lập ra Hướng đạo và Nữ Hướng đạo rất thích thú về việc phát triển này. Tháng sáu năm 1917, ông yêu cầu Rose Kerr lãnh trách nhiệm về những bé gái này, phát họa khung cho bà một kế hoạch dành cho họ. Kế hoạch thành lập Nữ Hướng đạo lớn tuổi được xuất bản từng phần năm 1918.
Hai năm tiếp theo, có nhiều đề nghị đổi tên được thảo luận đến nhưng không có một sự đồng thuận nào đạt được. Rose Kerr kể lại chi tiết một cuộc đàm luận với Robert Baden-Powell năm 1920 trong đó ông đã đề nghị dùng từ "Ranger", một trong các từ được đề nghị nhưng bị bác bỏ để chỉ các nam Hướng đạo sinh lớn tuổi (vào lúc đó được gọi là Rovers hay tương đương Tráng sinh Hướng đạo trong tiếng Việt). Tháng sáu năm 1920, Olave Baden-Powell lúc đó là Nữ Hướng đạo trưởng có viết:
Đây là tên mới được đề nghị: 'Ranger'. Nếu bạn tra tự điển, bạn sẽ thấy nó có nghĩa của một số sự việc. 'To range' là 'sắp đặt cho có trật tự'; 'đi khám phá', và điều này rõ nghĩa rằng bạn đang giẩm lên mặt đất như một Người dẫn đường kỳ cựu (Senior Guide) mà một người dẫn đường thường (Guide) chưa thể vượt qua được.

'Tầm nhìn, và phạm vi nghị luận hay năng lực đi khám phá' lại chứng tỏ rằng với tư cách là một thành viên kỳ cựu của cộng đồng, bạn đang được trông mong nhìn xa hơn mãi mãi ra bên ngoài, và công việc mà bạn có thể làm cho cộng đồng.

'To range' có nghĩa là du hành, hoặc đi khai phá ở những nơi xa xôi và rộng lớn, cho dù là trong suy nghĩ hay hiện thực. Ranger là 'một người canh giữ một dãy đất hoặc khu rừng rộng lớn,' vì thế nó cũng có nghĩa là một người có tầm nhìn rộng, và một cảm giác của bổn phận bảo vệ và trách nhiệm, thích hợp cho một người dẫn đường kỳ cựu (Senior Guide). Một định nghĩa khác nữa là 'đi dọc theo (sông) trong một hướng song song,' và vì vậy chúng ta có thể cảm nhận rằng "Ranger Guides" (Nữ Tráng sinh) là phụ trợ cho "Rover Scouts" (Nam Tráng sinh).

Và như thế chúng ta hy vọng rằng tên mới này sẽ được mọi người chấp nhận.
Tên này được chấp thuận tại một Hội nghị Ủy viên Châu tháng 7 năm 1920, và trở thành tên chính thức kể từ đó.

## Vương quốc Anh
Trong Hội Nữ Hướng đạo Vương quốc Anh, Nữ Tráng sinh chỉ là một trong vài nhánh của Ngành lớn tuổi. Các Nữ Tráng sinh thuộc các đơn vị Nữ Tráng, mở cho nữ từ 14 đến 26. Họ có thể theo đuổi bất cứ hoặc tất cả các chương trình, thí dụ như Look Wider (Nhìn rộng hơn), Nữ Hướng đạo Nữ hoàng và Giải Công tước Edinburgh. Trong Hội Nữ Hướng đạo Vương quốc Anh, cả hai từ Ranger và Ranger Guide được dùng để chỉ Nữ Tráng sinh Hướng đạo.

## New Zealand
Tại New Zealand, Các Rangers là bé gái từ 14 đến 18, tương đương Nữ Kha sinh Hướng đạo Việt Nam. Con vật tượng trưng (mascot) của Ranger được gọi là Woozle.